# Piero Operti
Piero Operti (Bra, 11 febbraio 1896 – Sestri Levante, 2 settembre 1975) è stato uno storico italiano.

## Biografia
Partecipò alla prima guerra mondiale come volontario, tre volte ferito, decorato al valore, mutilato. La guerra gli fornì l'ispirazione dei primi scritti: Sacchetti a terra e Convito della speranza. Nell'ottobre 1920 a Torino subì un'aggressione da militanti di sinistra.
(Piero Operti in Lettera aperta a Benedetto Croce,)
Dal 1925 al 1948 esercitò l'insegnamento della storia, tranne qualche interruzione dovuta a motivi politici. Era infatti antifascista di ispirazione liberale crociana e venne perciò sospeso dall'insegnamento.
Di argomento storico sono varie sue pubblicazioni, tra le quali Il Condottiero, biografia di Bartolomeo Colleoni. Curò il rifacimento e l'aggiornamento del paraviano Dizionario storico della letteratura italiana; seguirono i due volumi della Storia d'Italia.
Nel dopoguerra pubblicò un libro, Lettera aperta a Benedetto Croce, mirando al superamento della frattura fascismo-antifascismo, come moralmente nociva, quale condizione della rinascita nazionale. Pubblicò anche una Lettera aperta al Presidente della Repubblica Luigi Einaudi dello stesso tenore.
Monarchico, venne nominato da Umberto II membro della Consulta dei Senatori del Regno.
Piero Operti, che si schierò nella Resistenza combattendo il fascismo, è divenuto un punto di riferimento della Destra politica italiana che vede in alcuni suoi scritti l'autore di una giustificazione storica e morale del periodo del sanguinoso scontro tra gli aderenti alla Repubblica Sociale Italiana e il movimento antifascista della Resistenza. Si confrontino in proposito la lettera scritta al comandante Junio Valerio Borghese della Xª Flottiglia MAS, in occasione di un suo processo, nella quale Operti esalta l'azione militare patriottica della formazione militare  ed altre sue prese di posizione a sostegno nei processi a ex combattenti della Repubblica Sociale.
Il fratello di Piero, il generale Raffaello Operti, fu comandante della IV Armata di cui nascose e salvò il "tesoro" di cui narra nel suo libro autobiografico. Durante la Resistenza il Comitato di Liberazione Nazionale della regione Piemonte gli affidò dapprima il comando militare delle formazioni partigiane; in seguito apparve chiaro che Operti intendeva condurre una lotta su due fronti, sia contro i nazifascisti sia contro i comunisti; nel gennaio 1944 venne destituito e messo sotto accusa a causa delle sue posizioni attendiste nonché per aver trattato accordi di non belligeranza con i nazifascisti.
Nel 2005, trentesimo della morte di Operti, gli è stato dedicato un cippo a Genova, città dove visse gli ultimi anni   e una lapide a Forte dei Marmi dove lo storico trascorreva l'estate. Nell'iscrizione Operti viene indicato come "polemista e scrittore, raro esempio d'intellettuale italiano non conformista, tra vita e pensiero coerente" .
Lo storico Luciano Canfora lo ha giudicato invece un «giornalista assiduo della stampa fascista (Maestrale, Meridiano di Roma fino al 25 luglio, poi "liberale" anti-Cln nel dopoguerra)», oltre che scrittore «giustamente dimenticato [...] che si pavoneggiava di penne crociane e di suo strafalcionava».
Di contrario avviso il filosofo Vittorio Enzo Alfieri (1906-1997), che fu imprigionato durante il fascismo. Lo definisce infatti "Un uomo di carattere, una pura e alta coscienza morale: tale appare Piero Operti a chi, avendolo conosciuto di persona o anche solo attraverso i suoi scritti, mediti oggi sulla nobiltà e coerenza di quella vita"..
Sulla stessa linea di giudizio Benedetto Croce rispondeva così alla "Lettera aperta", indirizzatagli da Operti: 